# Landkreis Wasserburg am Inn
Der Landkreis Wasserburg am Inn, amtlich Landkreis Wasserburg a.Inn existierte bis 1972. Er gehörte zum bayerischen Regierungsbezirk Oberbayern.

## Geographie

### Lage
Der Landkreis umfasste die historischen Gebiete der früheren Grafschaft Haag, seit 1838 als bayerisches Landgericht organisiert und mit den freisingischen Teilen des Landgerichtes Erding erweitert, und des Landgerichtes Wasserburg.

### Fläche und Einwohnerzahl
Der Landkreis Wasserburg hatte eine Fläche von rund 651,15 Quadratkilometern mit 62 vorwiegend ländlichen Gemeinden (davon drei Marktgemeinden) mit 1352 Orten, Weilern und Einöden, die Bevölkerung betrug annähernd 52.700 Einwohner (Stand 1970).

### Nachbarkreise
Der Landkreis grenzte 1972 im Uhrzeigersinn im Nordosten beginnend an die Landkreise Erding, Mühldorf am Inn, Traunstein, Rosenheim und Ebersberg.

## Geschichte

### Landgericht
Das Landgericht Wasserburg wurde 1802 als Landgericht älterer Ordnung aus dem kurfürstlichen Landgericht Wasserburg und aus Teilen des aufgelösten kurfürstlichen Landgerichtes Kling gebildet.
1852 schuf das Königreich Bayern sogenannte Distriktsgemeinden. Diese regelten überörtliche Angelegenheiten, wie zum Beispiel den überörtlichen Straßenbau. Für jeden Landgerichtsbezirk gab es einen Distriktsrat.

### Bezirksamt und Amtsgericht
Das Bezirksamt Wasserburg wurde im Jahr 1862 durch den Zusammenschluss der Landgerichte älterer Ordnung Haag und Wasserburg gebildet. Im Gebiet des königlich bayerischen Bezirksamtes Wasserburg gab es die zwei Distriktsgemeinden Haag und Wasserburg.
1879 wurde das Amtsgericht Wasserburg am Inn errichtet, welches ab 1972 als Zweigstelle des Rosenheimer Amtsgericht bis 2013 fortbestand. Anlässlich der Reform des Zuschnitts der bayerischen Bezirksämter trat das Bezirksamt Wasserburg am Inn am 1. Januar 1880 die Gemeinden Obertaufkirchen, Schwindegg und Schwindkirchen an das Bezirksamt Mühldorf ab.
1919 errichtete der Freistaat Bayern die damals Bezirke genannten Selbstverwaltungskörperschaften. Die beiden Distriktsgemeinden wurden aufgelöst und als Bezirk Wasserburg am Inn mit einem Bezirksrat neu gegründet. Einen gewählten Landrat gab es noch nicht. Den Bezirksrat leitete der staatliche Bezirksamtmann.

### Landkreis

Gemeindegrenzenkarte des Landkreises von 1961

Am 1. Januar 1939 wurde, wie überall im Deutschen Reich, die Bezeichnung Landkreis eingeführt. So wurde aus dem Bezirksamt der Landkreis Wasserburg am Inn. Der Behördenleiter hieß nun "Landrat". Ab 1946 wurde er vom Kreistag, ab 1948 vom Wahlvolk gewählt.
Der Landkreis Wasserburg am Inn mit Sitz des Landratsamts in Wasserburg am Inn wurde am 1. Juli 1972 im Zuge der Gebietsreform in Bayern aufgelöst:
- Die Stadt Wasserburg am Inn sowie die Gemeinden Albaching, Amerang, Attel, Babensham, Edling, Eiselfing, Griesstätt, Kling, Pfaffing, Ramerberg, Rott am Inn, Schonstett und Soyen kamen zum Landkreis Rosenheim.
- Die Gemeinden Gars am Inn, Haag in Oberbayern, Kirchdorf, Maitenbeth, Rechtmehring, Reichertsheim, Oberornau und Unterreit kamen zum Landkreis Mühldorf am Inn.
- Die Gemeinde Sankt Christoph kam zum Landkreis Ebersberg.
- Die Gemeinden Isen, Mittbach, Sankt Wolfgang und Schiltern kamen zum Landkreis Erding.[3][4]

## Einwohnerentwicklung
| Jahr | Einwohner | Quelle |
| ---- | --------- | ------ |
| 1864 | 32.657    | [ 5 ]  |
| 1885 | 33.727    | [ 6 ]  |
| 1900 | 36.148    | [ 7 ]  |
| 1910 | 38.581    | [ 7 ]  |
| 1925 | 39.677    | [ 8 ]  |
| 1939 | 39.151    | [ 9 ]  |
| 1950 | 54.790    | [ 10 ] |
| 1960 | 49.000    | [ 11 ] |
| 1971 | 53.300    | [ 12 ] |

## Bezirksamtsvorstände (bis 1938) und Landräte (ab 1939)
- 1913–1930: Heinrich Schlimbach
- 1931–1933: Andreas Dunstmair
- 1933–1941: Hermann Horst
- 1942–1945: Wilhelm Moos
- 1945–1946: Josef Estermann
- 1946–1948: Hans Niedermeier
- 1948–1970: Heinrich Stulberger, Bayernpartei, sein Stellvertreter war Karl Neuburger
- 1970–1972: Josef Bauer, CSU

## Gemeinden
Vor Beginn der bayerischen Gebietsreform umfasste der Landkreis in den 1960er Jahren 62 Gemeinden:
| - Aham - Albaching - Allmannsau - Amerang - Attel - Au am Inn - Babensham - Bachmehring - Berg - Dachberg - Edling - Elsbeth - Evenhausen - Farrach - Freiham - Fürholzen | - Gars am Inn, Markt - Gatterberg - Griesstätt - Grünthal - Haag in Oberbayern - Isen, Markt - Jeßling - Kirchdorf - Kirchensur - Kling - Klostergars - Kronberg - Lappach - Lengmoos - Maitenbeth - Mittbach | - Mittergars - Oberornau - Penzing - Pfaffing - Pyramoos - Ramerberg - Rechtmehring - Reichertsheim - Rettenbach - Rosenberg - Rott am Inn - Sankt Christoph - Sankt Wolfgang - Schambach - Schiltern | - Schleefeld - Schlicht - Schnaupping - Schönberg - Schönbrunn - Schonstett - Soyen - Steppach - Titlmoos - Utzenbichl - Wang - Wasserburg am Inn, Stadt - Westach - Winden - Zillham |

## Kfz-Kennzeichen
Am 1. Juli 1956 wurde dem Landkreis bei der Einführung der bis heute gültigen Kfz-Kennzeichen das Unterscheidungszeichen WS zugewiesen. Es wurde bis zum 3. August 1974 ausgegeben. Seit dem 10. Juli 2013 ist es im Landkreis Rosenheim und seit dem 2. Januar 2019 im Landkreis Mühldorf a. Inn erhältlich. (Kennzeichenliberalisierung)